# 이용녀
이용녀(李龍女, 1956년 ~ )는 대한민국의 배우이다. 1975년 연극배우로 첫 데뷔하였다.

## 학력
- 무학여자중학교
- 무학여자고등학교
- 중앙대학교 연극학과 학사

## 출연 작품

### 드라마
- 2009년 KBS 월화드라마 《2009 전설의 고향 - 계집종》 ... 무당 역 (2009.08.17)
- 2009년 SBS 연말특집극 《아버지의 집》 (2009.12.28)
- 2010년 KBS2 《KBS 드라마 스페셜 - 조금 야한 우리 연애》 ... 간호사 역
- 2010년~2011년 SBS 월화드라마 《괜찮아, 아빠딸》 ... 최혁기의 어머니 역 (2010.11.22 ~ 2011.01.18)
- 2011년 MBC 수목미니시리즈 《최고의 사랑》 ... 헌옷수거함을 뒤지는 독고진에게 한마디 하는 여자 역
- 2011년 ~ 2012년 OCN 금요드라마 《특수사건 전담반 TEN》 ... 조복례 역
- 2012년 JTBC 월화드라마 《신드롬》 ... 이말년 역
- 2012년 KBS1 《TV 문학관 - 강산무진》 ... 동수 모 역 (2012.03.02)
- 2012년 tvN 《응답하라 1997》 ... 암병동 404호 병실의 환자 역
- 2012년 MBC 미니시리즈 《골든타임》 ... 오현이 할머니 역
- 2012년 MBC 수목드라마 《아랑사또전》 ... 방울의 어머니 역 (2012.10.03)
- 2013년 KBS2 TV소설 《삼생이》 (2013.01.07 ~ 2013.06.21)
- 2013년 MBC 주말특별기획 《백년의 유산》 ... 유치장에 갇혀있는 여자 역
- 2013년 SBS 수목드라마 《주군의 태양》 ... 고여사 역 (2013.08.07 ~ 2013.10.03)
- 2013년 tvN 목요드라마 《식샤를 합시다》 ... 학문의 클라이언트 역 (2013.11.28 ~ 2014.03.13)
- 2014년 드라마큐브 단편 드라마 《어떤 안녕》 ... 택시기사 역 (특별출연) (2014.02.17 ~ 2014.02.25)
- 2014년 tvN 금요드라마 《꽃할배 수사대》 ... 한설희 집의 집사 역 (2014.05.09 ~ 2014.07.25)
- 2014년 OCN 토요드라마 《나쁜 녀석들》 ... 황경순 역 (2014.10.04 ~ 2014.12.13)
- 2014년 MBC 주말특별기획 《전설의 마녀》 ... 한국여자교도소 10번방(3217번) 수감자 역 (2014.10.25 ~ 2015.03.08)
- 2014년 네이버 TV 웹드라마 《6인실》 ... 박꽃분 역 (2014.12.30)
- 2015년 KBS2 TV소설 《그래도 푸르른 날에》 ... 사감 역 (2015.03.02 ~ 2015.08.28)
- 2015년 tvN 금요드라마 《초인시대》 ... 파주댁 역 (2015.04.10 ~ 2015.05.29)
- 2015년 SBS 아침연속극 《어머님은 내 며느리》 ... 무속인 역 (2015.06.22 ~ 2015.12.31)
- 2015년 MBC EVERY1 웹툰드라마 《웹툰히어로 툰드라쇼 - 청순한 가족》 ... 담임선생님 역 (2015.07.27 ~ 2015.10.19)
- 2015년 KBS2 《KBS 드라마 스페셜 - 귀신은 뭐하나》 ... 부뜰 역 (2015.07.31)
- 2016년 KBS2 월화드라마 《백희가 돌아왔다》 ... 할머니 역
- 2016년 KBS2 단막극 《KBS 드라마 스페셜 - 평양까지 이만원》
- 2017년 네이버TV 웹드라마 《더 미라클》 ... 타로마스터 역
- 2017년 OCN 주말드라마 《보이스》 ... 박복순 / 심춘옥 역
- 2017년 KBS2 수목드라마 《추리의 여왕》
- 2017년 OCN 주말드라마 《터널》 ... 유옥희 역
- 2017년 tvN 수목드라마 《크리미널 마인드》 ... 안여진 모 역
- 2017년 OCN 주말드라마 《블랙》 ... 티파니의 어머니 역
- 2018년 KBS2 수목드라마 《추리의 여왕 2》
- 2018년 oksusu 웹드라마 《뷰티풀 뱀파이어》 ... 옥분 역
- 2018년 MBC 주말특별기획 《숨바꼭질》 ... 최보살 역
- 2018년 OCN 수목드라마 《손 the guest》
- 2018년 JTBC 월화드라마 《뷰티 인사이드》 ... 무속인 역
- 2018년 tvN 월화드라마 《계룡선녀전》
- 2018년 네이버TV 웹드라마 《피어나》 ... 원진 역
- 2019년 웹드라마 《온더캠퍼스》 ... 할머니 역 (특별출연)
- 2020년 tvN 수목드라마 《메모리스트》 ... 황필선의 어머니 역
- 2021년 tvN 월화드라마 《루카：더 비기닝》 ... 스텔라 수녀 역
- 2022년 MBC 주말드라마 《금수저》 ... 무당 역
- 2023년 JTBC 토일드라마 《신성한, 이혼》 ... 춘석 모 역
- 2023년 JTBC 수목드라마 《이 연애는 불가항력》 ... 용 할매 역

### 영화
- 1993년 《그 섬에 가고 싶다》 (조연)
- 1995년 《말미잘》
- 1995년 《아름다운 청년 전태일》 ... 우산 사는 여자 역 (단역)
- 1998년 《8월의 크리스마스》 ... 발레 아줌마 역 (단역)
- 1998년 《여고괴담》 ... 박기숙 역 (조연)
- 2000년 《청춘》 ... 하라 모 역 (조연)
- 2005년 《분홍신》 ... 꼽추 노파 역 (단역)
- 2005년 《친절한 금자씨》 ... 재경 엄마 역 (단역)
- 2005년 《엄니》 ... 엄니 역 (주연)
- 2006년 《싸이보그지만 괜찮아》 ... 영군 엄마 역 (조연)
- 2007년 《1번가의 기적》 ... 다듬이 아줌마 역 (단역)
- 2007년 《밤이 너무 길어》 ... 엄마 역 (조연)
- 2008년 《경출! 우리 사랑》 ... 김씨 부인 역 (조연)
- 2008년 《암시자들》 (조연)
- 2008년 《로인》 ... 노인 역 (주연)
- 2008년 《매트릭스 컴퍼니》 (주연)
- 2008년 《크고 작은 시내》 (주연)
- 2009년 《말보로 전쟁》 ... 슈퍼 주인 역 (조연)
- 2009년 《불꽃처럼 나비처럼》 ... 최 상궁 역 (조연)
- 2009년 《집행자》 ... 고기집 아줌마 2 역 (단역)
- 2009년 《나는 곤경에 처했다!》 ... 아줌마 2 역 (단역)
- 2009년 《전우치》 ... 노파 역 (조연)
- 2010년 《주문진》 ... 무당 역 (단역)
- 2010년 《베스트셀러》 ... 토크쇼 MC 역 (단역)
- 2010년 《나쁜 놈이 더 잘 잔다》 ... 모텔녀 역 (우정출연)
- 2010년 《고사 두 번째 이야기: 교생실습》 ... 은수 모 역 (단역)
- 2010년 《미스터 좀비》 ... 깔깔이 엄마 역 (조연)
- 2010년 《된장》 ... 한명숙 역 (조연)
- 2010년 《이층의 악당》 ... 옆집 역 (조연)
- 2010년 《카페 느와르》 ... 영수 어머니/점쟁이 아줌마 역 (조연)
- 2011년 《파란만장》 (조연)
- 2011년 《엄마는 창녀다》 ... 상우 엄마 역 (주연)
- 2011년 《검은 갈매기》 ... 곡사할머니 역 (조연)
- 2011년 《장례》 (주연)
- 2012년 《후궁: 제왕의 첩》 ... 밀궁노파 역 (특별출연)
- 2012년 《마음》 (조연)
- 2013년 《캐치미》 ... 경매장 귀부인 역 (단역)
- 2013년 《무원》 (주연)
- 2013년 《대신 울어드립니다》 (주연)
- 2014년 《만신》 ... 강둑 여인 (조연)
- 2014년 《하이힐》 ... 바다 역 (조연)
- 2014년 《신의 한 수》 ... 여꽁지 역 (조연)
- 2014년 《지옥화》 ... 지월엄마 역 (조연)
- 2015년 《설해》 ... 김밥할매 역 (조연)
- 2015년 《성실한 나라의 앨리스》 ... 심리상담녀 역 (특별출연)
- 2015년 《미쓰 와이프》 ... 경래 역 (조연)
- 2015년 《낚시2:Duelist》 ... 소녀의 어머니 역 (주연)
- 2016년 《곡성》 ... 작부모 역 (단역)
- 2016년 《아빠가 돌아왔다》 ... 금순 역 (조연)
- 2016년 《아가씨》 ... 복순 역 (조연)
- 2016년 《삼례》 ... 희인 할머니 역 (조연)
- 2016년 《무더》 ... 전도사 역 (주연)
- 2016년 《또 하나의 사랑》 ... 안락사 역 (주연)
- 2016년 《럭키》 ... 주인 할머니 역 (조연)
- 2016년 《사랑은 없다》 ... 우정출연
- 2017년 《여자전쟁: 여자의 이유》 ... 천길 부인 역 (조연)
- 2017년 《사월의 끝》 ... 형구 모 역 (조연)
- 2017년 《의자 위 여자》 (단편) ... 꽃님 역 (주연)
- 2018년 《궁합》 ... 한상궁 역 (조연)
- 2018년 《소공녀》 ... 록이 모 역
- 2018년 《머니백》 ... 간장게장 부인 역
- 2018년 《허스토리》 ... 이옥주 역
- 2018년 《뷰티풀 뱀파이어》 ... 옥분 역
- 2018년 《고추》 ... 삼신 할머니 역
- 2021년 《꽃손》 ... 금자 역
- 2022년 《타짜 전설의 땁》 (주연)
- 2022년 《고속도로 가족》 ... 산부인과 의사 역
- 2023년 《엄마의 땅: 그리샤와 숲의 주인》 ... 붉은 곰/ 샤먼 할머니 역 (목소리)
- 2023년 《라이스보이 슬립스》 ... 할머니 역
- 2023년 《보이지 않아》 ... 화선할매 역
- 2023년 《스마트폰을 떨어뜨렸을 뿐인데》 ... 인자 역 (특별출연)

### 연극, 뮤지컬
- 뮤지컬 《지저스 크라이스트 슈퍼스타》
- 뮤지컬 《사운드 오브 뮤직》
- 뮤지컬 《넌센스》
- 연극 《수녀원장》
- 연극 《그대에 말일뿐》
- 연극 《햄릿》
- 연극 《연산》
- 연극 《애니깽》
- 연극 《등신과 머저리》
- 연극 《뿌리》
- 연극 《문제적 인간 연산》
- 연극 《레미제라블》 ... 여반장 역
- 연극 《바냐아저씨》 ... 바이니쯔꺄야(어머니) 역
- 연극 《그놈을 잡아라》
- 연극 《오거리 사진관》 ... 어머니 역

### 방송
- 2012년 KBS2 《여유만만》 (2012.07.09)
- 2015년 JTBC 《썰전》 114회 (2015.05.07)
- 2015년 MBC 《세바퀴》 300회 (2015.06.12)
- 2015년 MBC 《기분좋은 날》 2118회 (2015.07.07)
- 2015년 MBC 《휴먼다큐 사람이 좋다》 139회 (2015.09.12)
- 2016년 EBS 《세상에 나쁜 개는 없다》 23회 (2016.02.12)
- 2016년 JTBC 《힙합의 민족》 (2016.04.01 ~ 2016.05.27)
- 2016년 MBC 《리얼스토리 눈》 509회 (2016.06.13)
- 2017년 KBS1 《아침마당》 7995회 (2017.11.20)
- 2018년 MBN 《현장르포 특종세상》 327회 (2018.06.22)
- 2019년 Netflix 《범인은 바로 너 2》6회 (2019.11.08)
- 2021년 Netflix 《범인은 바로 너 3》 특별출연